# Multiplayer BattleTech: 3025
Multiplayer BattleTech: 3025 era un progetto di videogioco MMORPG in prima persona, per PC, in preparazione presso Kesmai (sviluppatore ed editore d'applicazioni videoludiche), ideato per impiegare il servizio di gioco online del provider GameStorm.
Il titolo era stato commercializzato esclusivamente in versione beta e definitivamente abbandonato prima della pubblicazione, il 7 dicembre del 2001, quando l'editore Electronic Arts ne spense i server che lo ospitavano (chiudendo anche gli studi di Kesmai, che aveva precedentemente acquisito).
Il gioco aveva per tema l'universo immaginario BattleTech (ed era ispirato all'omonimo gioco da tavolo, pubblicato dall'editore FASA) e aveva come fulcro il pilotaggio di macchine da guerra robotizzate, chiamate BattleMech.

## Trama
L'ambientazione generale è quella di BattleTech, dove l'umanità ha colonizzato una larga porzione di Via Lattea, poi suddivisa in Stati interstellari controllati da dinastie nobiliari guerrafondaie. In conseguenza di ciò, la galassia è divenuta teatro di ostilità interminabili. I mech detti BattleMech, macchine imponenti e avanzate, in genere antropomorfe, condotte da un'élite di piloti chiamati MechWarrior, sono determinanti sui campi di battaglia.
Una sequela di lotte interplanetarie, etichettate come Guerre di Successione, disputate per il ripristino del potere centrale interstellare (ovvero, la successione alla leadership di una nuova Lega Stellare), portarono la rovina nella Inner Sphere, annientando la civiltà su interi mondi.
La Terza Guerra di Successione conflagrò nel 2866, anno in cui truppe della Lega Draconis travolsero i confini del Commonwealth Lirico. Convenzionalmente, le azioni si protrassero fino al 3025 (cessando, effettivamente, tre anni dopo). Nel corso di questa contrapposizione, le schiere s'affrontarono in battaglie di tipo campale, vincolate a precise regole d'ingaggio (condizioni mirate a non arrecare danno alle strutture industriali e alle "BalzoNavi", le quali garantivano gli spostamenti fra le stelle, da cui la guerra stessa, di fatto, non poteva prescindere).
Nel gioco l'anno è il 3025 e le Grandi Casate sono coinvolte da più di un secolo e mezzo nella Terza Guerra di Successione, per rivendicare 120 territori contesi nell'ambito della Inner Sphere.

## Modalità di gioco
I giocatori della versione beta di Multiplayer BattleTech: 3025, in seguito a un'iniziale fase di training e di duelli in arene (al fine di ottenere il grado di cadetto), dopo aver selezionato l'affiliazione ad una delle cinque fazioni disponibili (era previsto spazio per massimo 10.000 utenti a casata) e optato per il pianeta sulla cui superficie combattere (ogni mondo era dotato di un peculiare sistema climatico, come l'artico, il temperato, il secco e l'arido, il quale aveva incidenza sul gameplay), si sfidavano in battaglie, di conquista o difesa, di quattro contro quattro. Le vittorie, oltre a far avanzare di classifica i partecipanti e a rendere per loro disponibili mech più performanti (per via delle risorse derivate dal percepimento di un salario, che variava in base ai risultati dell'intera fazione d'appartenenza e che veniva erogato anche quando non si partecipava alle missioni), spostavano i confini degli Stati della Inner Sphere, in uno scenario di competizione su larga scala, che aveva come contesto un universo persistente: in particolare, la mappa politica veniva aggiornata, quasi in tempo reale, ogniqualvolta un mondo passava di mano da una casata all'altra.
I modelli di BattleMech presenti in Multiplayer BattleTech: 3025 sono oltre 20, disponibili in quattro classi di tonnellaggio.
Le tre categorie di armi impiegabili (a energia, balistiche, missilistiche) liberano quantità di calore deleterio per il regolare funzionamento del mech; oltrepassata una certa soglia di sicurezza, si innesca infatti l'auto-spegnimento temporaneo del BattleMech.

## Sviluppo
Multiplayer BattleTech: 3025 doveva essere la terza incarnazione della serie Multiplayer BattleTech (il progetto è preceduto da Multiplayer BattleTech: Solaris e Multiplayer BattleTech: EGA, il capostipite). Inizialmente, Kesmai aveva appaltato lo sviluppo del titolo alla software house israeliana 2 AM, ma i risultati ottenuti (considerati non soddisfacenti), avevano spinto la stessa Kesmai ha produrlo internamente (sotto la guida dei programmatori Nick Laiacona e Matt Shaw), focalizzandosi sul combattimento in 3D, al fine di sfruttare il motore di rendering K3D (un software gratuito di modellazione e animazione tridimensionale).
Lo sviluppo proseguì anche in seguito all'acquisto di Kesmai da parte di Electronic Arts (includendo una revisione di parte del gameplay) e venne pubblicata anche una versione open beta (per il testing pubblico), ma il gioco fu abbandonato nel dicembre del 2001, prima della definitiva pubblicazione.